# الجبيلة العليا (بني العوام)

تعديل مصدري - تعديل

الجبيلة العليا هي إحدى قرى عزلة بني العوام بمديرية بني العوام التابعة لمحافظة حجة، بلغ تعداد سكانها 79 نسمة حسب تعداد اليمن لعام 2004.